# Fată la mașina de cusut
Fată la mașina de cusut este o pictură din 1921 a lui Edward Hopper, în prezent găzduită în Muzeul Thyssen-Bornemisza din Madrid, Spania. Portretizează o fată tânără șezând la o mașină de cusut, îndreptată spre o fereastră, într-o zi frumoasă însorită. Locația pare a fi orașul New York, așa cum este evidențiat de cărămizile galbene din fereastră. Punctul de vedere exterior, deși prezent, ajută la punerea activității interioare în perspectivă.
Este una dintre primele multe "picturi cu ferestre" ale lui Hopper. Decizia lui Hopper de a pune o femeie tânără la mașina de cusut se spune că este perspectiva lui asupra singurătății.
Pictura a inspirat-o pe Mary Leader să realizeze poezia cu același nume.

## Legături externe
- Materiale media legate de Girl at Sewing Machine la Wikimedia Commons